# Felix Wolf (Parteifunktionär)
Felix Wolf (eigentlich Werner Waldemar Richard Rakow; * 30. August 1893 in Adsel-Koiküll, Gouvernement Livland, heute: Koikküla, Kreis Valga; † 14. September 1936 in Moskau) war ein deutsch-russischer Kommunist.
Wolf verbrachte als zweiter Sohn des deutschen Forstwirts Gotthold Rakow und dessen Frau Emma im Russischen Reich seine frühe Kindheit. Die Familie ging 1900 nach Deutschland zurück. 1914 zog er nach einer Banklehre nach Sankt Petersburg. Bei Kriegsausbruch wurde er in Russland als Zivilgefangener interniert. 1917 gründete Wolf unter Gefangenen eine politische Gruppe und schloss sich noch im gleichen Jahr den Bolschewiki an. Er war an Kämpfen der Roten Armee beteiligt, und 1919 Mitbegründer der KPD.
Von Mai 1919 bis November arbeitete Wolf als KPD-Bezirkssekretär in Hamburg. An der Märzaktion war er in Hamburg führend beteiligt. Als Mitarbeiter des Komintern-Apparats war er häufig in Deutschland, aber auch in Wien und auf dem Balkan. 1923 leitete er den illegalen Nachrichtenapparat der KPD, als diese einen „deutschen Oktober“ provozieren wollte. Nach dem Scheitern des Hamburger Aufstands enthob ihn die ultralinke Parteiführung der KPD seiner Ämter. Wolf hatte sich in Moskau einzufinden. Dort traf er sich 1924 mehrmals mit Karl Radek sowie mit August Thalheimer sowie Heinrich Brandler – beide führende Vertreter der „Parteirechten“.
1925 ging Wolf in die USA und nahm dort ein Studium an der Columbia University auf. Zugleich koordinierte er zusammen mit anderen vor Ort geheime Aktionen der sowjetischen „Dienste“ in den Vereinigten Staaten.
1927 erhielt er Order, nach Moskau zurückzukehren. Dort stand er der Linken Opposition nahe. 1928 wurde er erstmals in der Sowjetunion verhaftet und aus der KPdSU ausgeschlossen, im Juni 1929 jedoch nach einer Reueerklärung zusammen mit der "Gruppe der 38" wieder in die Kommunistische Partei aufgenommen. Im April 1933 wurde er wegen "fraktioneller Tätigkeit" erneut aus der KPdSU ausgeschlossen. Er arbeitete anschließend im westsibirischen Kohlerevier Kusnezker Becken. Ein Beschluss der IKK führte im Juli 1934 zur Wiederaufnahme in die Partei – möglicherweise, weil er im Kohlerevier angebliche Umtriebe von „Faschisten“, „Trotzkisten“ und „Schädlingen“ aufgedeckt hatte. Seit November 1934 befand sich Wolf erneut in Moskau.
Am 27. Juli 1936 wurde er im Zuge des Großen Terrors wegen angeblicher Mitgliedschaft in einer konterrevolutionären Organisation ("Wollenberg-Hoelz-Verschwörung") verhaftet. Am 14. September 1936 verurteilte ihn das Militärkollegium des Obersten Gerichts der UdSSR in einer 15-minütigen Sitzung zum Tode, das Urteil wurde gleichentags vollstreckt.
Wolfs Brüder Nikolai und Paul Rakow waren ebenfalls kommunistische Revolutionäre. Paul Rakow wurde im März 1937 aus der KPdSU ausgeschlossen, im April in der Sowjetunion verhaftet und am 20. Dezember 1937 erschossen.